# Ferrocarriles Argentinos
Pour les articles homonymes, voir FA.
Ferrocarriles Argentinos (FA) est une ancienne société publique argentine qui a géré le réseau ferroviaire argentin entre sa nationalisation en 1948 et sa liquidation en 1995, formant ainsi un système intégré de transport ferroviaire. Elle exploitait des trains de marchandises et de passagers sur une grande partie du territoire argentin, aussi bien des trains longue distance que des trains interurbains et métropolitains dans le Grand Buenos Aires.
Sa création est le résultat de la nationalisation des entreprises privées britanniques et françaises et de leur fusion avec les chemins de fer d'État entre 1947 et 1948. Jusqu'en 1956, les chemins de fer nationalisés ont fonctionné comme des entreprises virtuellement indépendantes dans le cadre de l'Empresa Nacional de Transportes (ENT). Elle a été dissoute et remplacée par l'Empresa Ferrocarriles del Estado Argentino (EFEA), qui a adopté quelques années plus tard le nom définitif de Ferrocarriles Argentinos.
Au cours des premières années, l'entreprise a reçu une grande impulsion, favorisant le renouvellement massif du matériel roulant. Par la suite, elle a alterné des périodes de croissance avec d'autres de réduction des services - notamment en 1961 et à partir de 1976. Entre 1991 et 1993, dans le cadre de la réforme de l'État du président Carlos Menem, les services de Ferrocarriles Argentinos ont été segmentés et concédés à des entreprises privées ou définitivement supprimés. En 1995, ne fournissant plus aucun service, la société a été mise en liquidation.

## Histoire
Dans les années 1910, le réseau ferroviaire de l'État argentin s'étendait sur 3 490 km, le plus étendu étant le réseau à voie étroite du Ferrocarril Central Norte Argentino, qui avait une longueur de 1 385 km en 1905, et le Ferrocarril Argentino del Norte avec 563 km de voie étroite la même année. En 1910, les longueurs étaient de 2 135 km sur le Central Norte, et de 1 355 km sur l'Argentino del Norte. En 1925, les Ferrocarriles del Estado étaient la deuxième compagnie du pays, avec une longueur de 6 617 km. À partir de 1912, le déficit d'exploitation a commencé à se creuser à tel point que les contributions du Trésor public ont également dû être utilisées pour couvrir les dépenses d'exploitation. La gestion peu claire de ses fonds et la demande d'importantes sommes d'argent à l'État ont provoqué des critiques de la part de l'opposition et de la presse. Le plus grand déficit a été enregistré entre 1920 et 1927, quadruplant les pertes, provoquant le ralentissement des nouveaux travaux.
Au début du siècle, le développement du chemin de fer a stimulé la croissance agricole et, en contrepartie, la stagnation de l'Argentine industrielle. Ce furent des années où notre pays importait, du vieux continent, des produits fabriqués avec des matières premières argentines. Le chemin de fer avait été conçu en réponse à la conception d'un pays agraire, notamment de matières premières, afin de préserver les intérêts britanniques, qui n'avaient pas grand-chose à voir avec les intérêts nationaux.
Entre 1946 et 1948, toutes les lignes de chemin de fer ont été nationalisées sous l'orbite de l'Empresa de Ferrocarriles del Estado Argentino (EFEA, puis Ferrocarriles Argentinos) et portaient le nom de personnalités marquantes de l'histoire de l'Argentine : San Martín, Belgrano, Sarmiento, Urquiza, Mitre, et Roca. L'achat des chemins de fer signifiait mettre fin à la fuite de devises étrangères de plusieurs millions de dollars, reprendre le contrôle des tarifs et du tracé des lignes secondaires, ce qui stimulerait les activités pour parvenir à un développement régional plus équilibré.
La nationalisation des chemins de fer comprenait quelque 25 000 propriétés britanniques qui apparaissaient comme des actifs indirects et qui comprenaient des ports comme Bahía Blanca, des compagnies d'électricité, des compagnies de tramway, des compagnies de transport automobile, des hôtels, etc..